# 條尾網鰩
條尾網鰩（學名：Brochiraja vittacauda），為軟骨魚綱鰩目單鰭鰩科網鰩屬的一種，分布於西南太平洋紐西蘭海域，深度629-973公尺，本魚尾巴長，但具有相對較寬的錐形基部，均勻地向尾部中部變細，為盤長的1.2–1.4倍，腹鰭前葉寬匙形，中央背盤有細小的細齒，除成年雄魚的吻緣和近鼻翼斑塊周圍擴大的刺狀細齒外，其餘部分裸露，尾背內側有約36-51排鉤刺，小刺狀小齒集中在其背外側表面，側皮褶後部非常寬，起源於前方，位於成年雄魚的腹鰭內緣旁，背面深紫色，腹面棕藍色，比背面顏色深，嘴下方沒有鬍鬚狀斑塊，腹面有一排邊緣淡淡的微孔，尾尖白色，頸孔斑塊明顯，上顎有40–44排牙齒，體長可達71.9公分，棲息在沙泥底質海域，為深海底棲性魚類，屬肉食性，卵生，生活習性不明。